# Феона, Алексей Николаевич
Алексей Николаевич Феона (18 марта 1879, Бельцы — 20 сентября 1949, Ленинград) — выдающийся деятель советской оперетты, актёр и режиссёр, заслуженный деятель искусств РСФСР (1941), народный артист Карельской АССР (1943), организатор Ленинградского театра музыкальной комедии.
В 1937 и 1940 ставил оперетты в театре музыкальной комедии (ныне — театр оперетты).

## Биография
Родился 18 марта 1879 года в Бельцах в семье бессарабского помещика, который впоследствии стал Кишинёвским мировым судьей. Алексей сначала учился в Одессе, а со временем переехал в Санкт-Петербург учиться в университете. Из-за желания стать актёром бросил университет и перешёл в драматическую школу при Александринском театре (класс актёрского мастерства В. М. Давыдова), учился пению в И. В. Тартакова. После окончания этой школы в 1905 году становится актёром петербургского драматического театра В. Ф. Комиссаржевской, с 1911 — петербургских театров оперетты «Буфф» и «Палас».
В 1913 году выступал в Киеве в составе труппы антрепренёра Н. П. Ливского (Ливенсона), исполнял главную роль в оперетте «Маленький король» Имре Кальмана.
Как режиссёр начал работу в 1917 в Петроградском театре «Буфф» постановщиком оперетт «Цыганская любовь» Легара и «Сильва» Кальмана (первая постановка в России).
В 1919 в Мариинском театре поставил оперу «Фауст» (партию Мефистофеля исполнял Ф. И. Шаляпин).
В 1919—1927 — режиссёр Ленинградского Малого оперного театра, где осуществил постановку ряда спектаклей, в частности «Алеко» С. Рахманинова (совместно с Ф. Шаляпиным, который выполнял также заглавную партию), «Луиза» Г. Шарпантье, «Нищий студент» Карла Миллёкера. Также продолжал актёрскую работу в различных ленинградских театрах.
Организовал в 1928, Ленинградский театр музыкальной комедии (1929—1931, 1934—1930, 1941—1942, режиссёр и художественный руководитель).
В 1937—1941, 1945—1948 — художественный руководитель Ленинградского областного театра оперетты.
В 1942—1944 — художественный руководитель театра музыкальной комедии Карельской АССР.
В разные годы ставил спектакли в Московском театре оперетты, в театрах музыкальной комедии Киева, Харькова, Одессы, Риги, а также в Ленинградском мюзик-холле.
В 1937 и 1940 ставил оперетты в театре музыкальной комедии. «Пародийная Оффенбахова оперетта „Синяя борода“ в постановке известного ленинградского режиссёра А. Феона становится значительной художественной победой киевского коллектива. А. Феона вслед за С. Каргальським открыл волшебную прелесть опереточной классики».
Ушел из жизни 20 сентября 1949 года. Похоронен на Литераторских мостках.
Его сын Алексей Алексеевич Феона (1919—1977) был известным артистом Московского театра оперетты

## Роли
- Лярус («Ева» Ф. Легара)
- Король Чуланглинглонг («Король веселится» Р. Нельсона)
- Ферфакс («Гейша» С. Джонса)
- Граф Данило («Весёлая вдова» Ф. Легара)
- Эдвин и Бони («Сильва» И. Кальмана)
- Гаспар («Корнуолльские колокола» Р. Планкета)
- Флоридор («Нитуш» Ф. Эрве).

Снялся в фильмах Владимира Гардина «Кастусь Калиновский» и «Поэт и царь» (оба — 1927).

## Постановки
- «Алеко» С. Рахманинова (совместно с Ф. Шаляпиным)
- «Луиза» Г. Шарпантье
- «Студент-попрошайка» Карла Миллекера
- «Цыганская любовь» Ф. Легара
- «Сильва» И. Кальмана (1917, первая постановка в России)
- «Синяя борода» Ж. Оффенбаха (постановка в Киевском театре музыкальной комедии)